# NGC 6
NGC 6 (o NGC 20) è una galassia ellittica di magnitudine 13,1 situata nella costellazione di Andromeda.
Fu scoperta il 18 settembre 1857 da William Parsons.